# (407154) 2009 UH2
(407154) 2009 UH2 es un asteroide perteneciente al cinturón de asteroides, descubierto el 18 de octubre de 2009 por Dmitri Chestnov y el también astrónomo Artiom Novichónok desde el Observatorio Tzec Maun Mayhill, Nuevo México, Estados Unidos.

## Designación y nombre
Designado provisionalmente como 2009 UH2.

## Características orbitales
2009 UH2 está situado a una distancia media del Sol de 2,990 ua, pudiendo alejarse hasta 3,456 ua y acercarse hasta 2,524 ua. Su excentricidad es 0,155 y la inclinación orbital 11,78 grados. Emplea 1888,69 días en completar una órbita alrededor del Sol.
Los próximos acercamientos a la órbita de Júpiter se producirán el 26 de abril de 2036, el 8 de mayo de 2073 y el 9 de enero de 2119.

## Características físicas
La magnitud absoluta de 2009 UH2 es 16.